# Сарамакка (река)
Сарама́кка (нидерл. Saramacca) — река в Суринаме. Протекает в округах Сипаливини, Пара и Сарамакка.
Река начинается в горах Вильгельмина, течет в северном направлении а затем стекает в Атлантический океан вместе с рекой Коппенаме. Площадь бассейна реки — 9400 км², длина — 255 км.

## Значение для населения
Сарамакка — важный путь для местного грузового и пассажирского транспорта, для доступа к сельскохозяйственным зонам. Тем не менее, движение транспорта частично затруднено различными отмелями в устье реки.

## Инфраструктура реки
К северу от Гронингена обе стороны реки соединяет мост. Также 25 июня 2011 года открылся мост между Гамбургом и Уйткийком — городами на обеих сторонах, между которыми раньше было лишь паромное сообщение.

## Исследования
На реке имели место множественные измерения, которые помогли исследованию реки. К примеру, экспедиция в 1770, экспедиция на Сарамакку в 1902—1903 годах под руководством Вана Стокума, третья, Тафельбергская экспедиция, проведенная Дирком Корнелисом Геийскесом в 1958, а также работа Центрального бюро по воздушному картографированию и Службы по геологической разведке.

## Этимология
Местные араваки называли реку «Сурама», откуда и могло взяться современное имя.